# 李书田

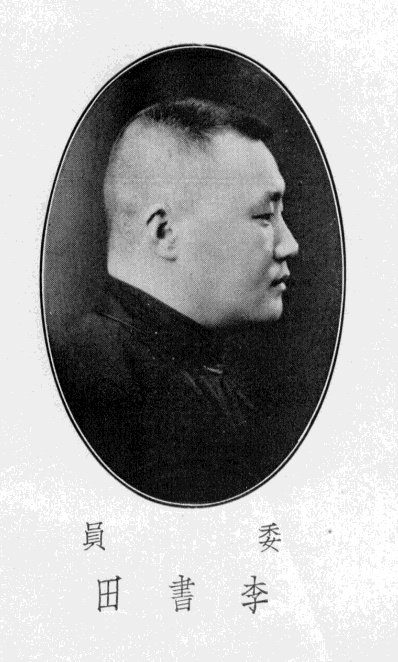

李书田（1900年2月10日—1988年3月28日），字耕砚，直隶昌黎人，中華民國水利学家、美國華裔學者，是中国近代水利科学的开拓者之一。

## 生平
李书田1923年以第一名毕业于北洋大学土木系。后前往美国留学，在康奈尔大学学习铁道及水利学，获得工学博士学位。1927年返回中国后，出任顺直水利委员会秘书长、北洋大学教授。1928年，华北水利委员会成立后继续担任秘书长。同时他参与成立中国水利工程学会并任副会长。他曾任国立交通大学唐山土木工程学院院长、国立北洋工学院院长，建立了中国最早的水利专业和水利系。
抗日战争期间随校西迁，又先后出任国立西北联合大学筹备委员会主任、国立西北工学院院长、国立西康技艺专科学校校长、国立贵州农工学院院长、国立北洋工学院西京分院院长等职。此外，他还曾任黄河水利委员会委员、副委员长，华北水利委员会总务处处长。抗战结束后，北洋大学在天津复校，李书田任工学院院长。1945年，列入中國國民黨98名最优秀教授党员之一。

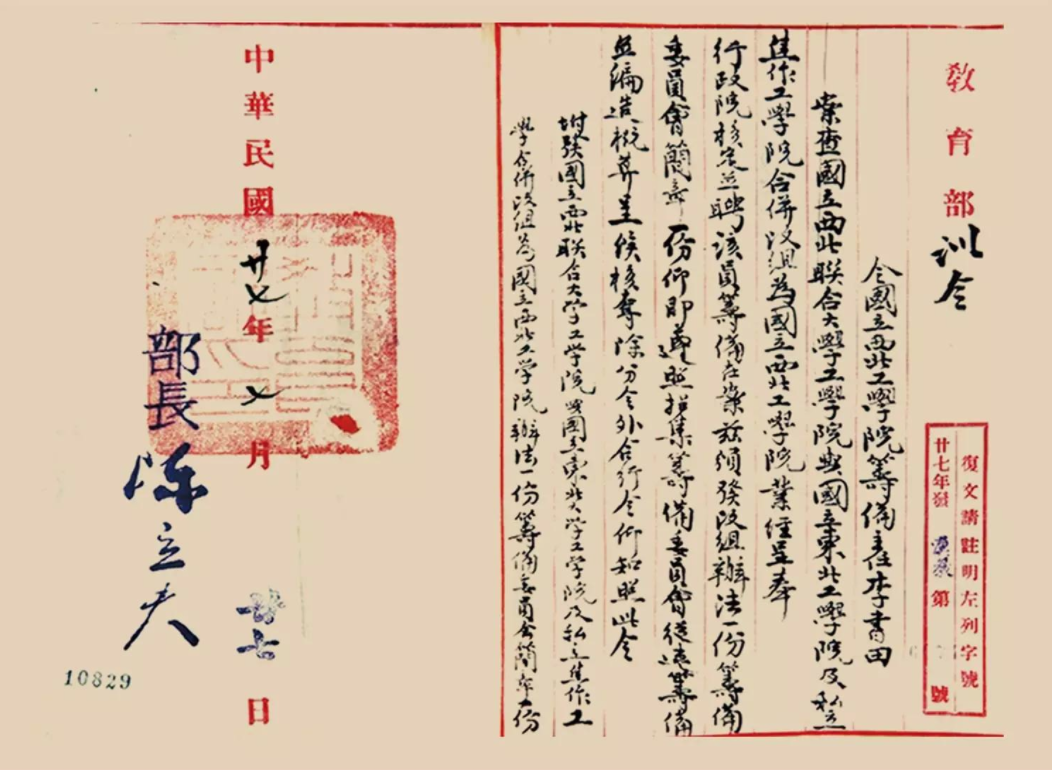
组建国立西北工学院的教育部训令，原北洋工学院院长李书田任筹备主任

1949年李书田前往台湾，次年赴美国定居，开始进行私人工程实践和学术教学与研究。1963年，中国工程师学会(CIE)授予李书田美国年度奖，感谢他在统一能量矩阵分析方面的研究。1964年，在美国建立斐陶斐荣誉学会美国總會（Phi Tau Phi Scholastic Honor Society of America），同時委託原上海交通大學分會創立會員凌鴻勛協助斐陶斐榮譽學會在台灣復會。他还曾在美国国会顾问委员会任职
1972年他在美国创办世界开明大学（World Open University）与李氏科学技术学院（Li Institution of Science and Technology）。1985年获得美国混凝土学会（American Concrete Institute）的最高奖项。1988年在美国南达科他州拉皮德城逝世。他一生出版了17本著作，发表了800多篇研究论文，他还是一位活跃的集邮家和虔诚的美南浸信会教徒。

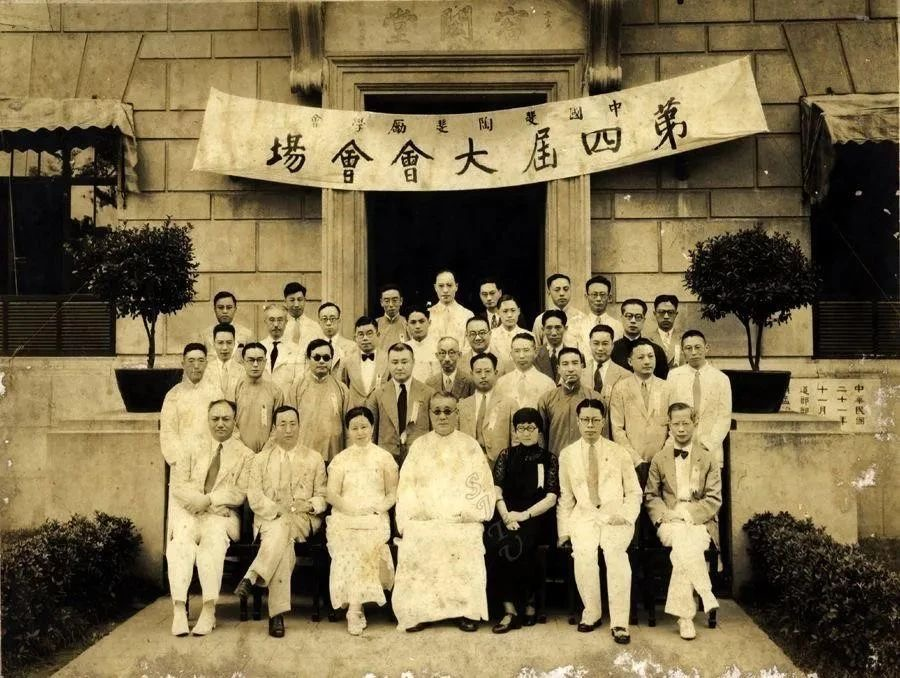
1937年7月2日，中国斐陶斐励学会第四届大会，前排正中间为会长、南开大学校长张伯苓，前排右二为副总干事、南开大学教授杨石先，二排左四为北洋大学校长李书田

## 家庭
妻子林慈轩。
长子李晓耕；次子李次耕；长女李静贞，夫婿为化学工程专家、中央研究院院士朱汝瑾，二人育有三子，其中次子朱棣文是物理学家、诺贝尔物理学奖得主，前美国能源部部长，次女李淑贞，三女李季贞。
兄李书华是物理学家、中央研究院院士。